# Chhachhrauli
Chhachhrauli là một thành phố và là nơi đặt ủy ban đô thị (municipal committee) của quận Yamunanagar thuộc bang Haryana, Ấn Độ.

## Địa lý
Chhachhrauli có vị trí 30°15′B 77°22′Đ / 30,25°B 77,37°Đ Nó có độ cao trung bình là 258 mét (846 foot).

## Nhân khẩu
Theo điều tra dân số năm 2001 của Ấn Độ, Chhachhrauli có dân số 9720 người. Phái nam chiếm 51% tổng số dân và phái nữ chiếm 49%. Chhachhrauli có tỷ lệ 70% biết đọc biết viết, cao hơn tỷ lệ trung bình toàn quốc là 59,5%: tỷ lệ cho phái nam là 75%, và tỷ lệ cho phái nữ là 65%. Tại Chhachhrauli, 13% dân số nhỏ hơn 6 tuổi.